# Monument Van Heeckeren van Wassenaer
Het monument Van Heeckeren van Wassenaer is een lantaarn, waterpomp en gedenkteken in het Nederlands stadje Delden.

## Achtergrond
Dr. Rodolphe Frédéric (Dolly) baron van Heeckeren van Wassenaer (1858-1936) was een telg van het geslacht Van Heeckeren en een zoon van mr. Jacob Dirk Carel baron van Heeckeren van Wassenaer. Na het overlijden van zijn broer George in 1883, erfde hij het landgoed Twickel bij Delden. Van Heeckeren liet in de jaren erna het kasteel restaureren en moderniseren. Hij liet ook boringen verrichten naar water, voor vers drinkwater en brandpreventie. Bij de proefboringen werd zout in de grond aangetroffen, dat na de Eerste Wereldoorlog zou worden gewonnen. Van Heeckeren liet architect H.P.N. Halbertsma een watertoren bouwen en legde een waterleidingnet aan dat werd aangesloten op de waterleiding van Almelo. Hij zorgde niet alleen voor water op zijn landgoed, maar de waterleiding werd ook door Delden gelegd en Van Heeckeren liet er stadspompen en brandkranen plaatsen.
Als dank werd door de bevolking een gedenkteken met een dubbele straatlantaarn en waterpomp opgericht, ontworpen door de Delftse firma T.W. Brant. Het monument werd geplaatst tegenover het stadhuis en op 5 december 1894 aan Van Heeckeren aangeboden. De baron overleed in Scheveningen, maar werd na zijn overlijden bijgezet in de grafkelder van de familie Van Heeckeren van Wassenaer in Delden. In het voormalig stadhuis is sinds 1985 het Zoutmuseum gevestigd. Het gedenkteken werd in 1989 gerenoveerd.

## Beschrijving
Het monument bestaat uit een sierlantaarn met een gietijzeren, gedraaide paal met krulmotieven, gouden knoppen en bovenaan twee lantaarns, de voet rust op vier leeuwenpoten. De lantaarn staat op een zinken sokkel, waarop aan twee zijden leeuwenkoppen als spuwers zijn aangebracht, met daaronder een halfrond waterbekken. Boven de leeuwenkoppen zijn in reliëf de wapens te zien van Twickel en de familie Van Heeckeren van Wassenaer. Een zijde toont het wapen van Delden, met daaronder een plaquette met het opschrift: 

DANKBARE HULDE van het bestuur en de burgers van Stad Delden aan 
Dr. R.F. BARON VAN HEECKEREN VAN WASSENAER voor de door hem in de gemeente aangelegde waterleiding nov: 1894

## Afbeeldingen

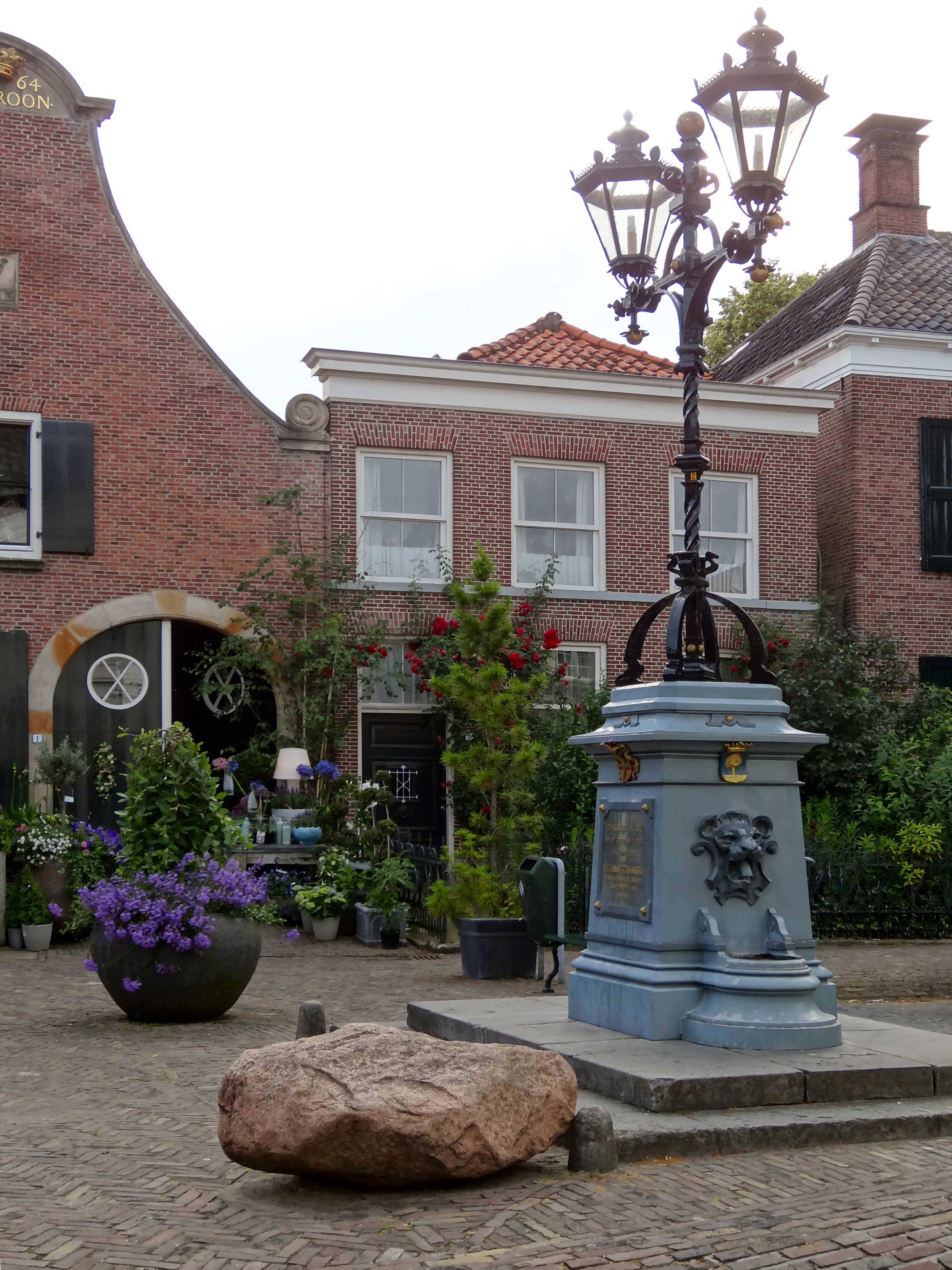
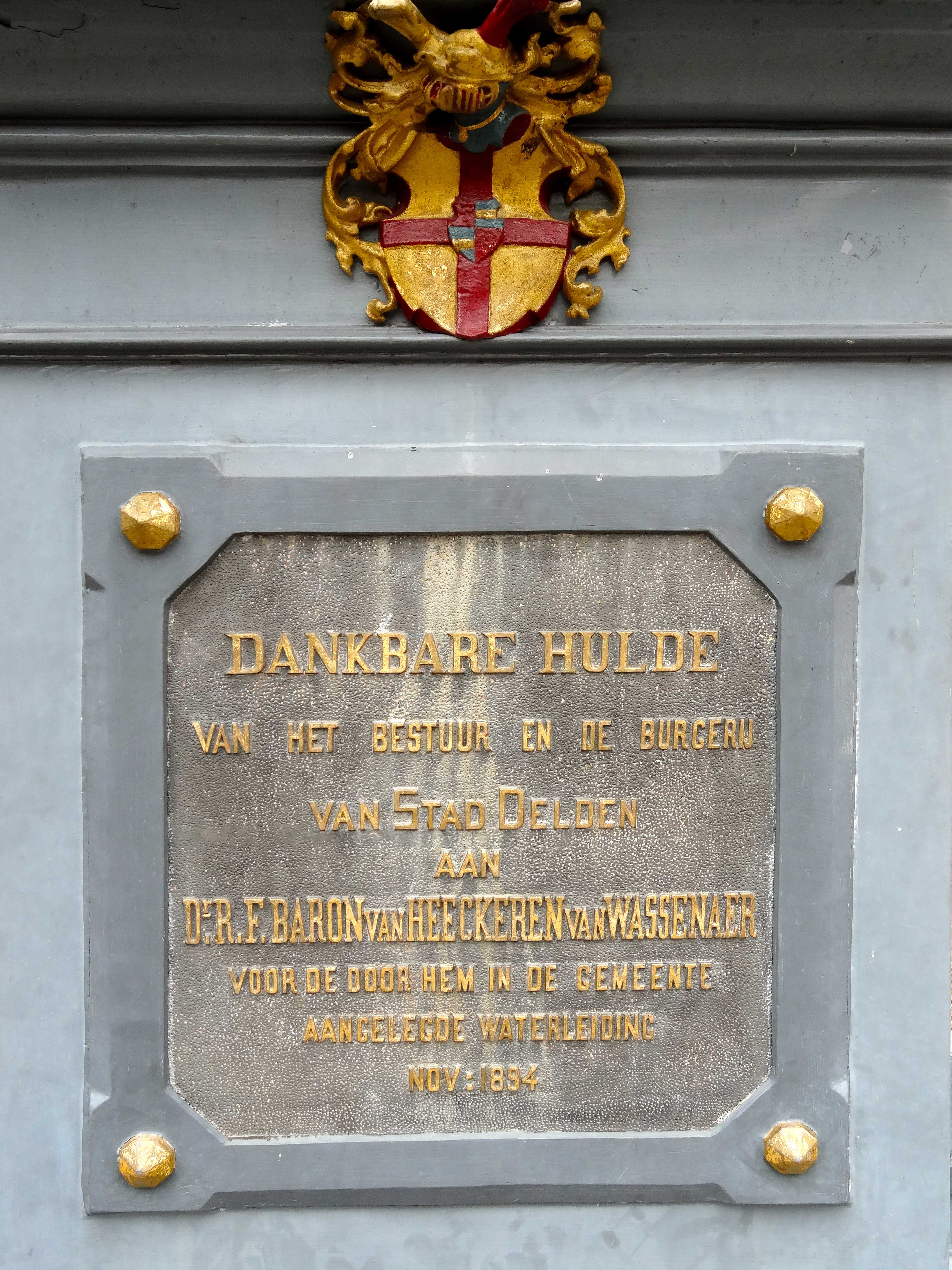

## Waardering
Het gedenkteken werd in 1997 als rijksmonument in het Monumentenregister opgenomen, vanwege het cultuurhistorisch en stedebouwkundig belang.